# Figueres-Vilafant
Figueres-Vilafant – stacja kolejowa na linii dużych prędkości Madryt – Barcelona – Paryż. Została otwarta 19 grudnia 2010 roku. Położona jest pomiędzy miejscowościami Vilafant i Figueras w prowincji Girona w północnej Hiszpanii.
Stacja zajmuje powierzchnię 12 600 m², a nowa infrastruktura jest w pełni przystosowana dla osób niepełnosprawnych, zaś sam budynek dworca ma powierzchnię 1232 m². Peron ma 660 m długości i 10 m szerokości, wyposażony w jest w podłogę antypoślizgową oraz posiada tzw. „guzki” sygnalizujące krawędź peronu dla osób niewidomych. Łączny koszt inwestycji wyniósł 5,1 mln €. Stacja kolejowa, jak i cała przynależna do niej infrastruktura, zarządzana jest przez Adif. W dniu otwarcia stacji (19 grudnia 2010 roku), przekazano do użytku również tunel kolejowy pod wschodnią częścią Pirenejów, mieszczący w sobie linię dużych prędkości. Do czasu zakończeniu budowy odcinka Barcelona – Figueras (rok 2013), na stacji tej kończyły bieg pociągi TGV z Paryża przez Perpignan.